# Katternas rike
Katternas rike (japanska: 猫の恩返し?, Neko no ongaeshi), "Katters sätt att ge något tillbaka", i engelsk utgivning The Cat Returns, är en japansk animefilm från 2002. Den animerades på Studio Ghibli, med Hiroyuki Morita som regissör. Hayao Miyazaki fungerade som verkställande producent under produktionen.
Detta är en Ghibli-film med flera katter som ursprungligen hade biroller i filmen Om du lyssnar noga, men nu i fantasymiljö. Denna fria fortsättning på Om du lyssnar noga fungerar i någon mån som en av de berättelser som huvudpersonen i den filmen – Shizuku – drömde om att få skriva.

## Handling
Haru är en rådlös 17-årig skolflicka som har svårt att fatta beslut och hellre anammar andras åsikter. En dag räddar hon en katt från att bli överkörd. Katten visar sig vara prins i katternas rike, och som tack beordrar kattkungen att alla katterna skall återgälda Harus vänlighet. Tyvärr passar ingen av gåvorna en människa, och än värre är att kungen vill att hon ska gifta sig med prinsen hon räddade. 

## Rollfigurer
- Haru (japansk röst: Chizuru Ikewaki) ♀, 17 år

En glad och obekymrad 17-åring som har något svårt att bestämma sig för saker och ting. Hon följer gärna efter andra istället för att säga vad hon vill. 
- Baron (Yoshihiko Hakamada)

Hans fullständiga namn är Baron Humbert Von Gikkingen och i människornas värld är han bara en vacker docka på ett bord. I verkligheten styr han dock över ett lokalkontor med namnet "Kattkontoret".
- Muta (Tetsu Watanabe)

Vän till baronen. I katternas rike är han en ökänd tjuv.
- Yuki (Aki Maeda) ♀
- Hiromi (Hitomi Satō) ♀
- Natori (Kenta Satoi)
- Natoru (Mari Hamada)
- Chika (Yōko Honna) ♀
- Harus mor (Kumiko Okae)
- Toto (Yōsuke Saitō)

Vän till baronen och anställd på Kattkontoret.
- Neko Ō (Tetsurō Tanba)

Kung i katternas rike.
- Run (Takayuki Yamada)

Källor: (japansk röst), (figurfakta)

## Produktion och distribution

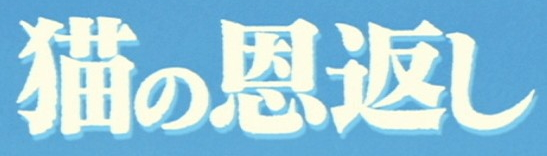
Den japanska filmtiteln, vars Neko no ongaeshi bokstavligen betyder "Kattens gentjänst".

Filmen regisserades av Hiroyuki Morita, som åren runt millennieskiftet var ett av de tänkbara yngre namnen att så småningom ta över efter Hayao Miyazaki och Isao Takahata på Studio Ghibli. Han kom dock endast att regissera denna film på studion, som är en fri fortsättning av 1995 års Om du lyssnar noga.
Katternas rike presenterar ett antal katter som ursprungligen hade biroller i Om du lyssnar noga. Här agerar de dock i en fantasymiljö, och filmen kan ses som baserad på en av de berättelser som huvudpersonen i den förra filmen – Shizuku – där drömmer om att få skriva.

### Robin Hood-koppling
Baronens röst i den engelska dubben av filmen görs av Cary Elwes, som tidigare bland annat givit engelsk röst åt "Curtis" i Porco Rosso. Elwes spelade Robin Hood i 1993 års filmparodi Robin Hood – karlar i trikåer och gav här röst åt en snarlik gestalt. Båda filmerna innehåller en stor kungamiddag med förvecklingar.